# ピヤズ
ピヤズ(Piyaz)は、トルコ料理及びペルシア料理の豆のサラダまたはメゼである。茹でた豆と生のタマネギ、パセリ、スマックから作るが、ゆで卵を加えることもある。
料理名は、古いイラン語でタマネギを意味するpidāzに由来し、後にこの言葉は、タマネギの入ったサラダやメゼを意味するようになった。
アンタルヤでは、他の地域とは異なる作り方で、またタヒニをベースとしたタラトール等の材料も用い、サラダではなくメインディッシュと考えられている。
リョクトウを用いたピヤズはガズィアンテプで有名であり、アンタルヤのものと同様に、トルコ特許商標庁に登録されている。茹でたリョクトウをタマネギ、パセリ、赤トウガラシフレーク、オリーブ油、食塩、ザクロシロップと混ぜ、クルミをトッピングする。赤トウガラシフレークやザクロの種子を飾ることもある。ザクロシロップの代わりにブドウシロップやレモン果汁を使うこともできる。ヒヨコマメや緑レンズマメを用いることもできる。
アダナ県等の南部では、この料理名は、タマネギとスマックのサラダを指していた。オスマン帝国時代には、アーティチョーク、エンドウ、ヒヨコマメ、ソラマメ、ジャガイモから作っており、19世紀末にトルコに導入された。